# Benedicamus Domino
Benedicamus Domino (latim: "Bendigamos ao Senhor") é a saudação utilizada ao final da missa tridentina, substituindo o Ite, missa est nas missas em que não se cantam o Gloria (i.e., missas durante o Advento, Septuagésima, Quaresma, Tempo da Paixão e maior parte das missas votivas). Como resposta, deve-se dizer Deo gratia (latim: Graças a Deus). Também é cantado ao final de todos os ofícios.